# Mats Ohlin
Mats Elis Ohlin, född 30 juni 1943 i Helsingborgs Maria församling i Malmöhus län, död 28 augusti 2009 i Hägerstens församling i Stockholms län, var en svensk civilingenjör och expert på IT-säkerhet.

## Biografi
Ohlin avlade studentexamen i Stockholm 1962 och civilingenjörsexamen vid Kungliga Tekniska Högskolan i Stockholm 1984. Han var därefter 1984–1989 operationsanalytiker vid Försvarets forskningsanstalt och tjänstgjorde även vid Försvarsstaben. Från 1989 till sin död var han verksam vid Försvarets materielverk (FMV), där han från 1995 var strategisk specialist för IT-säkerhet och han kom att bli överingenjör där. År 2008 utnämndes han till adjungerad professor vid Tekniska Högskolans och Stockholms universitets Datavetenskapliga institution i Kista.
Ohlins specialitet var datasäkerhet och han hade flera internationella förtroendeuppdrag inom området. Han var en ledande kraft inom Internationella standardiseringsorganisationen och var 1999–2009 ordförande i den grupp som utvecklar kriterier för utvärdering av IT-säkerhet. Han gav värdefulla bidrag vid ingåendet av Common Criteria-överenskommelsen, som innebär att deltagande länder ömsesidigt sätter tilltro till resultatet av varandras IT-säkerhetsgranskningar. Sedan 2007 var han ordförande i denna grupp. Hans uppmärksammade insatser och stora kontaktnät innebar att FMV vid flera tillfällen genom honom förfogade över spetskompetens inom området. I flera statliga utredningar om IT-säkerhet deltog han som expert och sakkunnig, varvid han bidrog till att Sveriges certifieringsorgan för IT-säkerhet placerades vid FMV. Han påpekade ofta att riskerna för missbruk av de nya informationsteknologierna inte togs på allvar och strävade i alla sina uppdrag efter att skapa en bättre förståelse för balansen mellan kollektiv säkerhet och personlig integritet.
Mats Ohlin invaldes 2001 som ledamot av Kungliga Krigsvetenskapsakademien.